# Liste der denkmalgeschützten Objekte in Weichselbaum (Burgenland)
Die Liste der denkmalgeschützten Objekte in Weichselbaum enthält die denkmalgeschützten, unbeweglichen Objekte der Gemeinde Weichselbaum im Burgenland (Bezirk Jennersdorf).

## Denkmäler
| Foto |                 | Denkmal                                                                                   | Standort                               | Beschreibung | Metadaten |
| ---- | --------------- | ----------------------------------------------------------------------------------------- | -------------------------------------- | --- | --- |
| ja   | Datei hochladen | Ortskapelle HERIS-ID: 15309 Objekt-ID: 11553seit 15. Oktober 2002                         | Krobotek Standort KG: Krobotek         | | BDA-Hist.: Q37774058 Status: § 2a Stand der BDA-Liste: 2025-06-30 Name: Ortskapelle GstNr.: 694                                                                 |
| ja   | Datei hochladen | Wallfahrtskirche Mariae Heimsuchung HERIS-ID: 15307 Objekt-ID: 11551seit 15. Oktober 2002 | Maria Bild Standort KG: Weichselbaum   | Die 1793 errichtete Wallfahrtskirche ist mit einer Kopie des Gnadenbildes „Maria Pötsch“ im Wiener Stephansdom ausgestattet. | BDA-Hist.: Q15124696 Status: § 2a Stand der BDA-Liste: 2025-06-30 Name: Wallfahrtskirche Mariae Heimsuchung GstNr.: 1136 Pfarr- und Wallfahrtskirche Maria Bild |
| ja   | Datei hochladen | Pfarrhof HERIS-ID: 99212 Objekt-ID: 115312seit 15. Oktober 2008                           | Maria Bild 1 Standort KG: Weichselbaum | | BDA-Hist.: Q37773880 Status: § 2a Stand der BDA-Liste: 2025-06-30 Name: Pfarrhof GstNr.: 1138                                                                   |
| ja   | Datei hochladen | Ortskapelle HERIS-ID: 15308 Objekt-ID: 11552seit 15. Oktober 2002                         | Weichselbaum Standort KG: Weichselbaum | | BDA-Hist.: Q37774039 Status: § 2a Stand der BDA-Liste: 2025-06-30 Name: Ortskapelle GstNr.: 1                                                                   |